# Flintskär, Kimitoön
Flintskär är en ö i Finland. Den ligger i Skärgårdshavet eller Norra Östersjön och i kommunen Kimitoön i den ekonomiska regionen  Åboland i landskapet Egentliga Finland, i den sydvästra delen av landet. Ön ligger omkring 73 kilometer söder om Åbo och omkring 120 kilometer väster om Helsingfors.
Öns area är 1,8 hektar och dess största längd är 370 meter i nord-sydlig riktning. Ön höjer sig omkring 5 meter över havsytan.